# Urecheni
Urecheni es una comuna ubicada en el distrito de Neamț, Rumania.

## Superficie
Posee una superficie de 29,95 kilómetros cuadrados.

## Demografía
Hasta 2021 la población era de 3916 habitantes, con una densidad de población de 130,8 habitantes por kilómetro cuadrado.